# Olbramkostel
Olbramkostel – gmina w Czechach, w powiecie Znojmo, w kraju południowomorawskim. Według danych z dnia 1 stycznia 2014 liczyła 523 mieszkańców.
W miejscowości jest stacja kolejowa Olbramkostel.